# Apriona aphetor
Apriona aphetor là một loài bọ cánh cứng trong họ Cerambycidae.